# Hu (langue)
Le hu est une langue parlée dans le sud-ouest du Yunnan en Chine. On a dénombré un millier de locuteurs en 1984. 
Le hu est une langue austroasiatique.